# Mario Robaudi
Mario Robaudi (Imola, 1933 – Milano, 2010) è stato uno scultore, pittore e docente italiano.
È conosciuto per i Monumento ai Bersaglieri e alla Resistenza a Milano e per L'Uomo Libero ad Arese, inaugurato nel 1978 dal Presidente della Repubblica Italiana Sandro Pertini, così come per il restauro del Santo Sepolcro a Gerusalemme negli anni sessanta, su commissione vaticana.

## Biografia
Cresciuto a Sesto Imolese durante il periodo bellico, sulla linea gotica, apprende dal nonno materno, ceramista imolese, la passione per la ceramica e per l'impegno politico, due costanti nel suo lavoro artistico.
Alla fine della guerra si trasferisce a Firenze, dove frequenta l'istituto d'arte e la scuola di disegno di Bellosguardo, entrando in contatto con il mondo culturale fiorentino dell'epoca, conoscendo e frequentando il sociologo americano Leslie White e lo storico dell'arte Bernard Berenson. Negli anni 1952/53 opera in Firenze presso la fonderia in bronzo di Ferdinando Marinelli assistendo alle fusioni delle copie dei gruppi equestri Colleoni di Verrocchio e Gattamelata di Donatello.
Nell'ottobre 1953 si trasferisce a Milano e si iscrive all'Accademia delle belle arti di Brera presso la scuola di Giacomo Manzù. Nell'anno seguente, passa alla scuola di Marino Marini.  Negli anni 1953/54 assume la presidenza del consiglio di facoltà dell'Accademia delle belle arti di Brera, succedendo a Giancarlo Illiprandi. Nell'anno 1955 gli viene affidato l'incarico per conto dell'Usis di Milano di allestire un ciclo di mostre in Italia con materiale del Museum of Modern Art di New York.
Gli viene assegnata nel 1960 la borsa di studio "Devoto" della Fondazione Falck per la Maison d'Italie a Parigi. Si iscrive all'École Nationale Superieure des Beaux Arts, atelier di scultura del professor Louis Leygue, frequentando l'anno accademico 1959-1960. L'anno successivo gli viene rinnovata la borsa di studio "Devoto". Gli viene assegnata la borsa di studio del Ministère de l'Education Nationale di Gouvernement Français per l'anno accademico 1961-62 viene ammesso al corso di "Composition d'Art Monumentale" de l'Istitut Jan Baptiste Delamarre di Parigi. Durante la sua permanenza a Parigi conosce Giacometti, oltre ad una serie di giovani intellettuali e artisti Italiani e stranieri, come lo storico dell'arte Giorgio De Marchis, il pittore Ruggero Savinio, il filosofo Paolo Caruso, l'architetto Vittorio Mazzucconi, il pittore Ludovico Mosconi, il poeta e pittore Eielson.
Nel settembre 1965 gli viene affidata dalla Commissione Internazionale Vaticana una serie di capitelli durante il restauro della basilica del Santo Sepolcro a Gerusalemme, ove risiede sino al gennaio 1969. Nel 1966 realizza il grande bassorilievo per il cimitero di Segrate, incaricato dal Comune, nell’ambito dei lavori del primo ampliamento del vecchio cimitero, per abbellirne l’ingresso con un bassorilievo che rappresenta il sacrificio dei caduti in guerra e un inno ai partigiani. Nel 1967 realizza il pannello per l'università di Seul e l'anno successivo una serie di grandi altorilievi per il Patriarcato armeno di Gerusalemme.
Nel 1969 realizza grandi pannelli per il Comune di Milano, per la sala delle conferenze di piazzale Accursio e a settembre dello stesso anno inizia lo studio per la realizzazione del monumento ai Bersaglieri, sempre per la città di Milano, che verrà inaugurato nel settembre 1973.
Nel 1978, utilizzando i parafanghi delle auto in produzione, realizza con gli operai dello stabilimento Alfa Romeo di Arese il monumento L'uomo libero, dedicato ai partigiani della Resistenza italiana, situato nello stabilimento stesso e inaugurato alla presenza dell'allora presidente della Repubblica Sandro Pertini.
Nel 1983 sempre a Milano inaugura all'Idroscalo il monumento Alla Resistenza, alla presenza di Raffaele De Grada e il Senatore Aldo Aniasi.
Altre opere di rilievo sono il monumento di Cremona posto di fronte all’ospedale cittadino, l’ambone e l’altare del duomo di Chiari a Brescia nel 1993, il monumento posto all’interno della sede Camuzzi in via Ripamonti a Milano, a memoria del dottor Garilli, presidente della multinazionale, il monumento per l’azienda Pama nel 2004, la cappella Jannuzzelli a Montesegale.
Ha insegnato scultura in Accademia a Brera, all’Albertina di Torino, a Catanzaro, Roma e Reggio Calabria, andando in pensione nel 2000, dopo essere stato professore titolare della 1ª cattedra di scultura a Brera.
È stato sempre impegnato all’interno degli organi sindacali accademici, come rappresentante degli studenti prima e come professore poi, lottando per anni per il mantenimento del numero chiuso, a favore di una didattica di qualità, per la piena formazione dello studente/artista e poi per il riconoscimento dell'equiparazione del titolo accademico col titolo universitario, riuscendo a vederlo approvato prima di andare in pensione, uscendo dalla Cgil dopo 40 anni di appartenenza, approdando nel sindacato dell'Unams, in aperta polemica con i compagni dei sindacati, contrari alla riforma.

## Opere

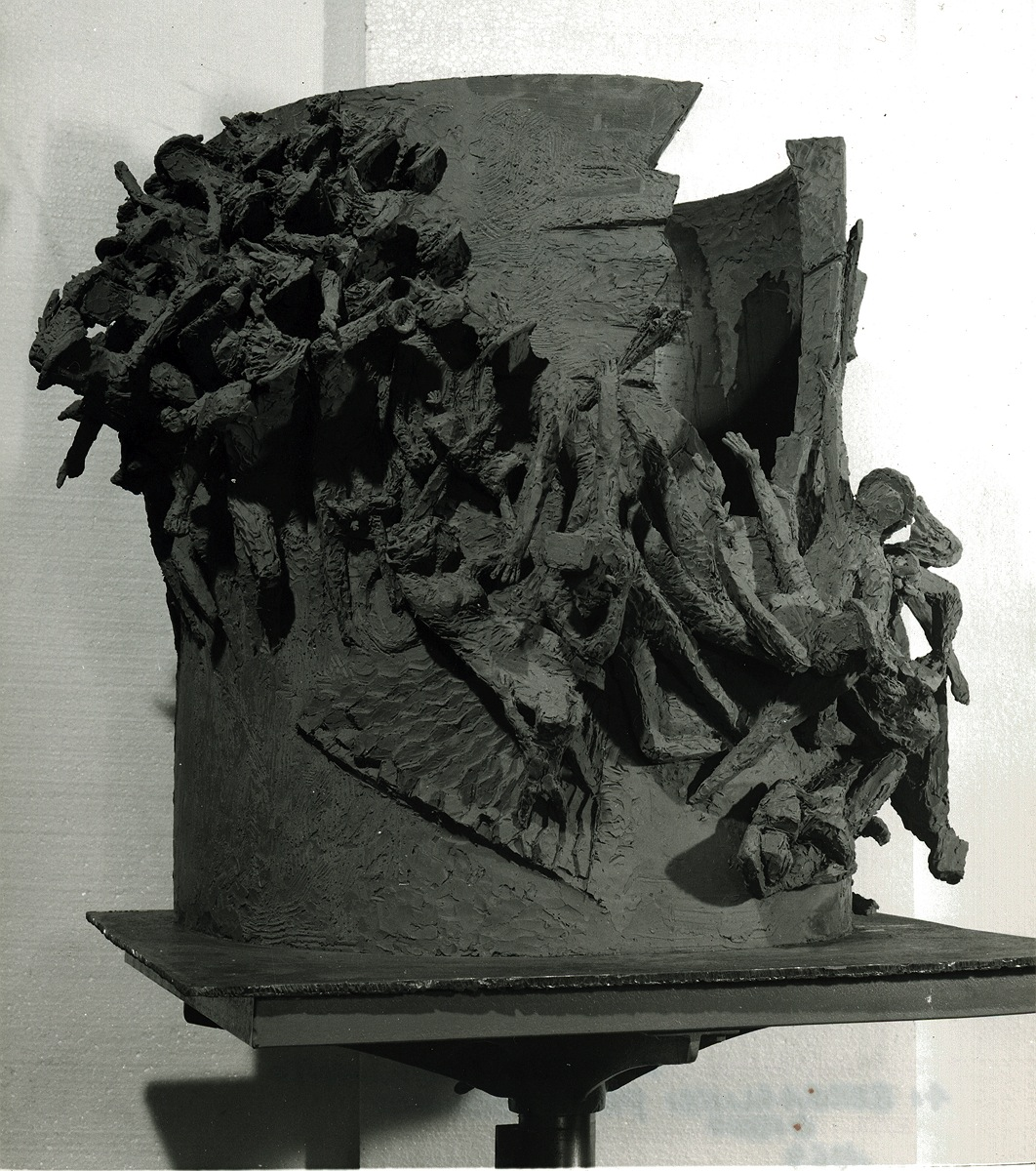
Bozzetto monumento ai Bersaglieri
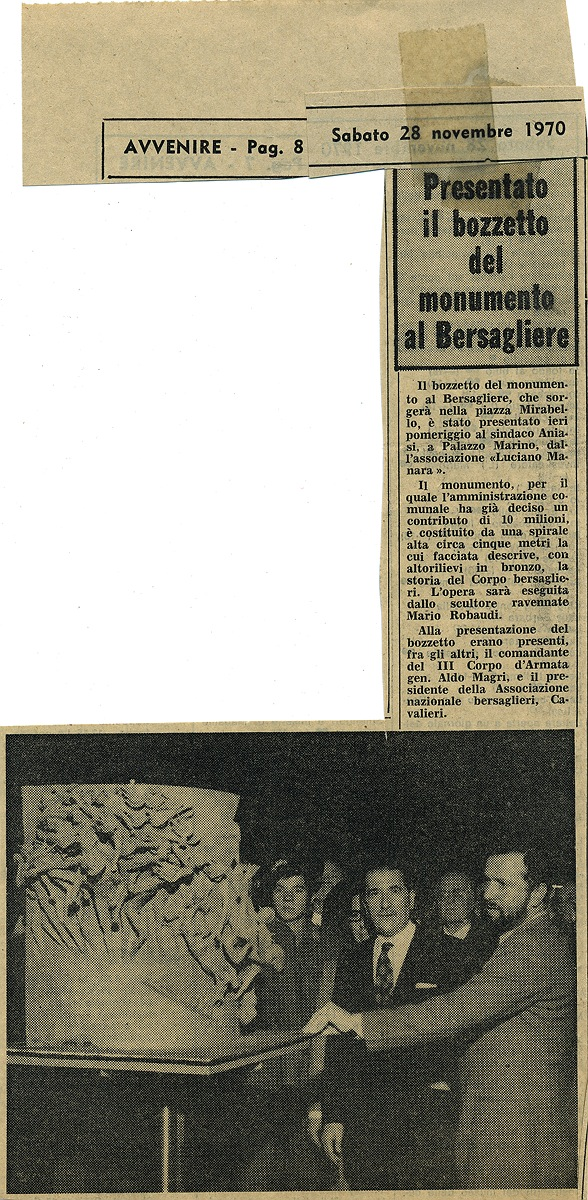
Monumento ai Bersaglieri
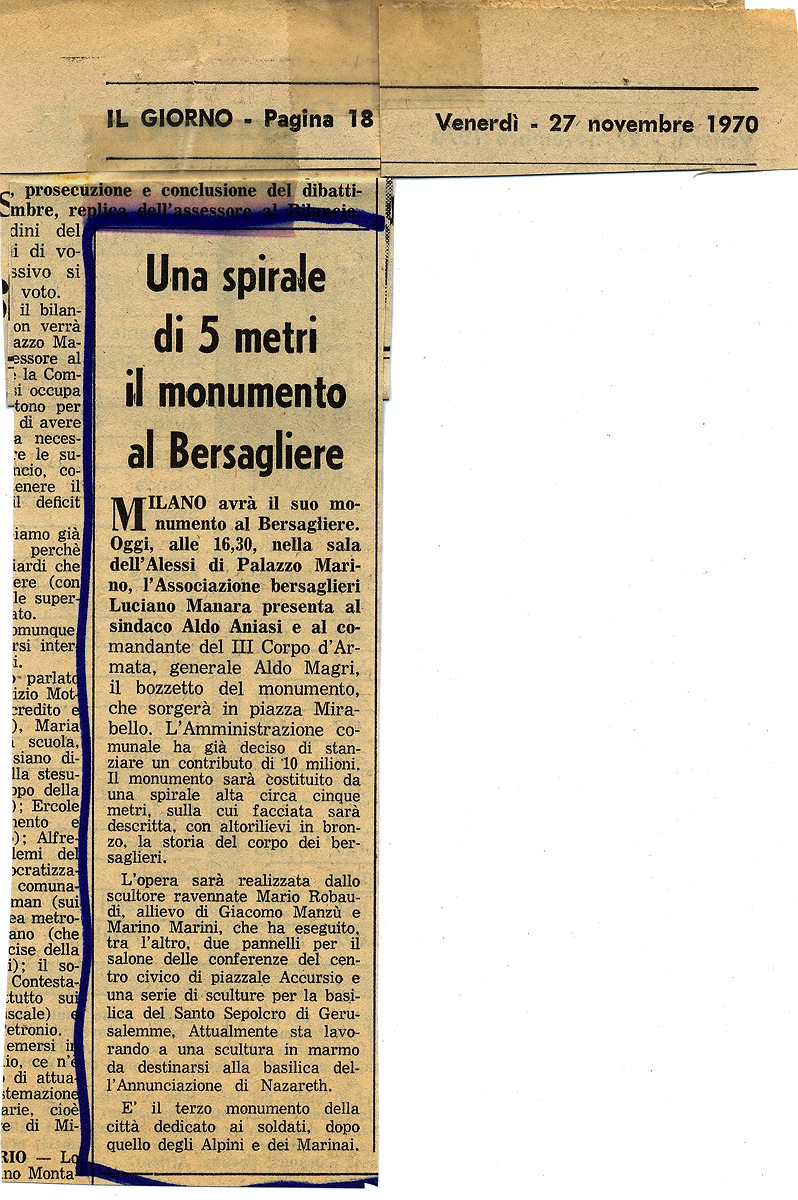
Monumento ai Bersaglieri
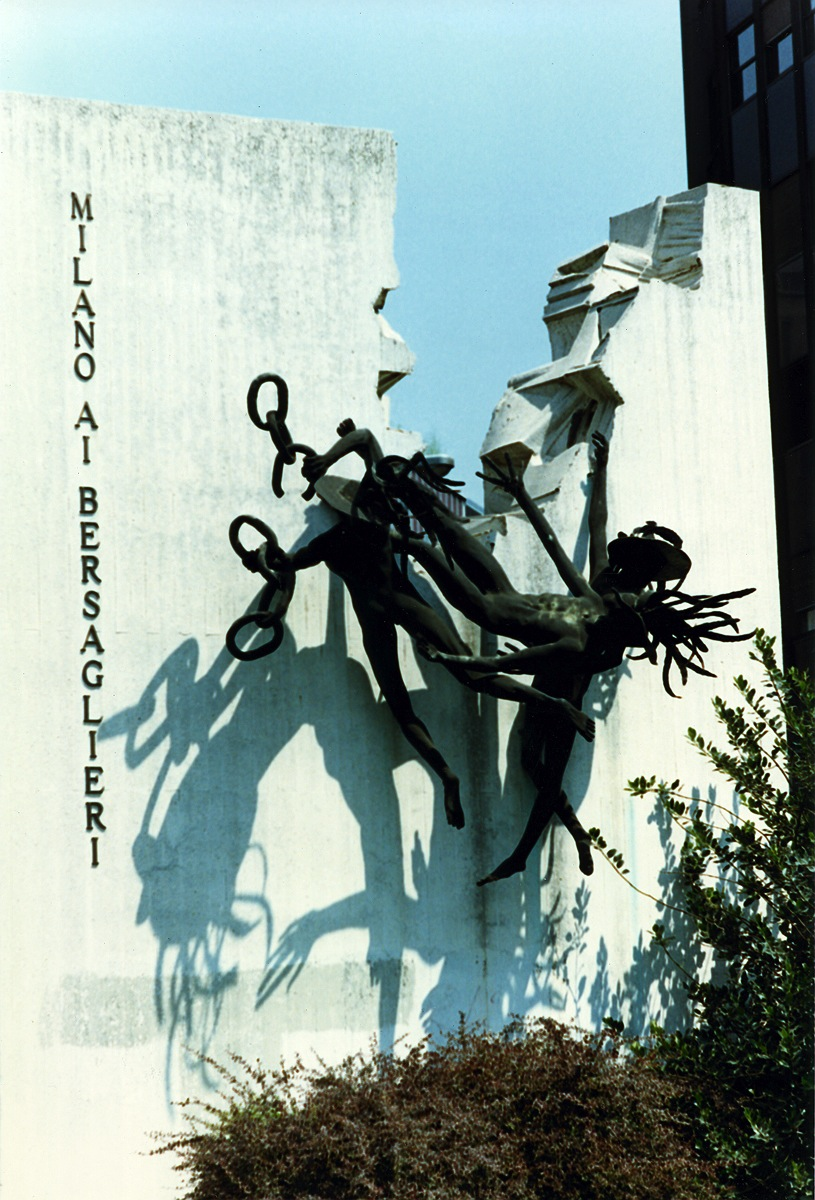
Monumento ai Bersaglieri
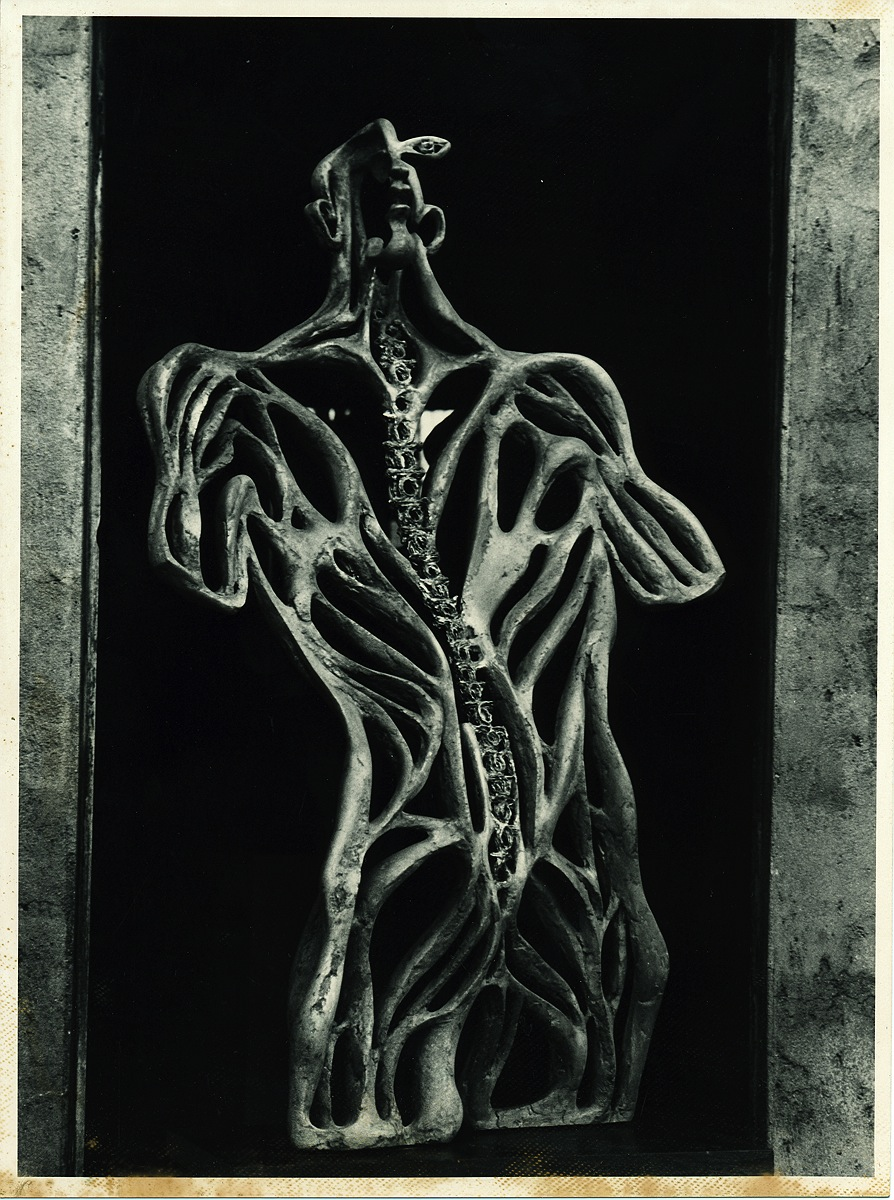
Prometeo, pezzo unico
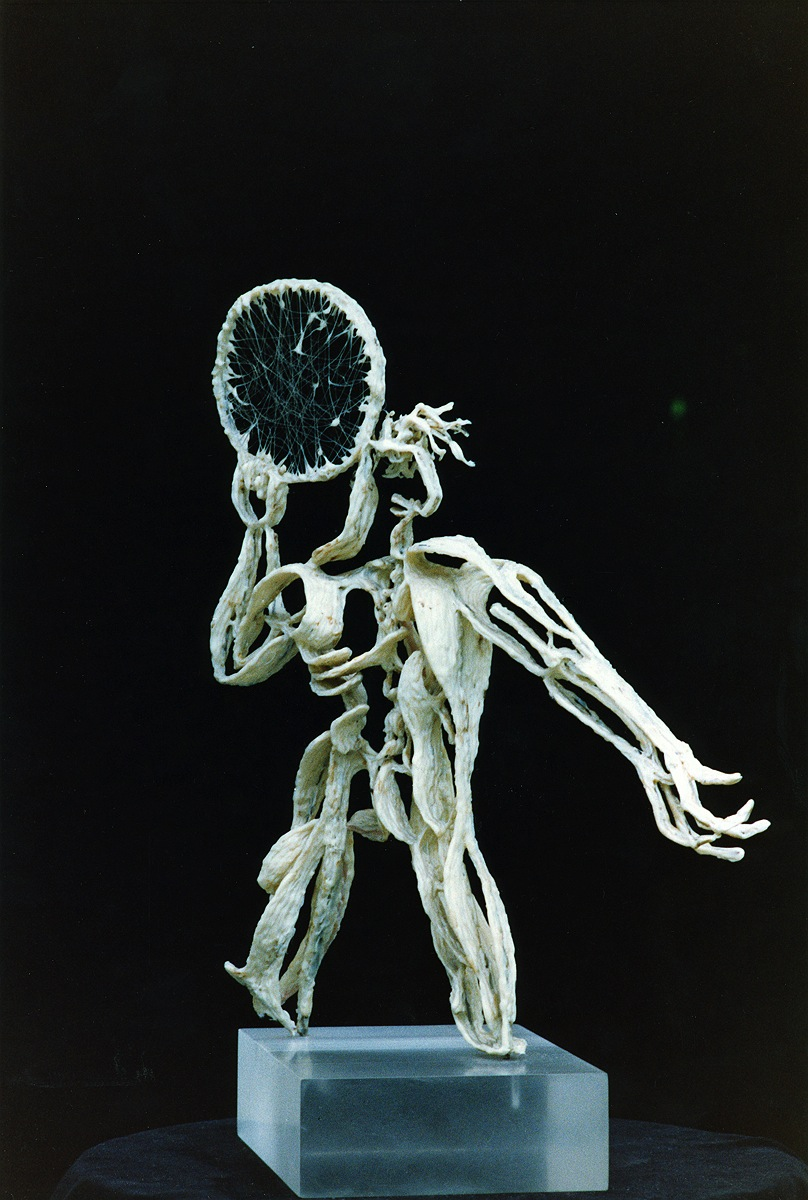
Atlante, pezzo unico
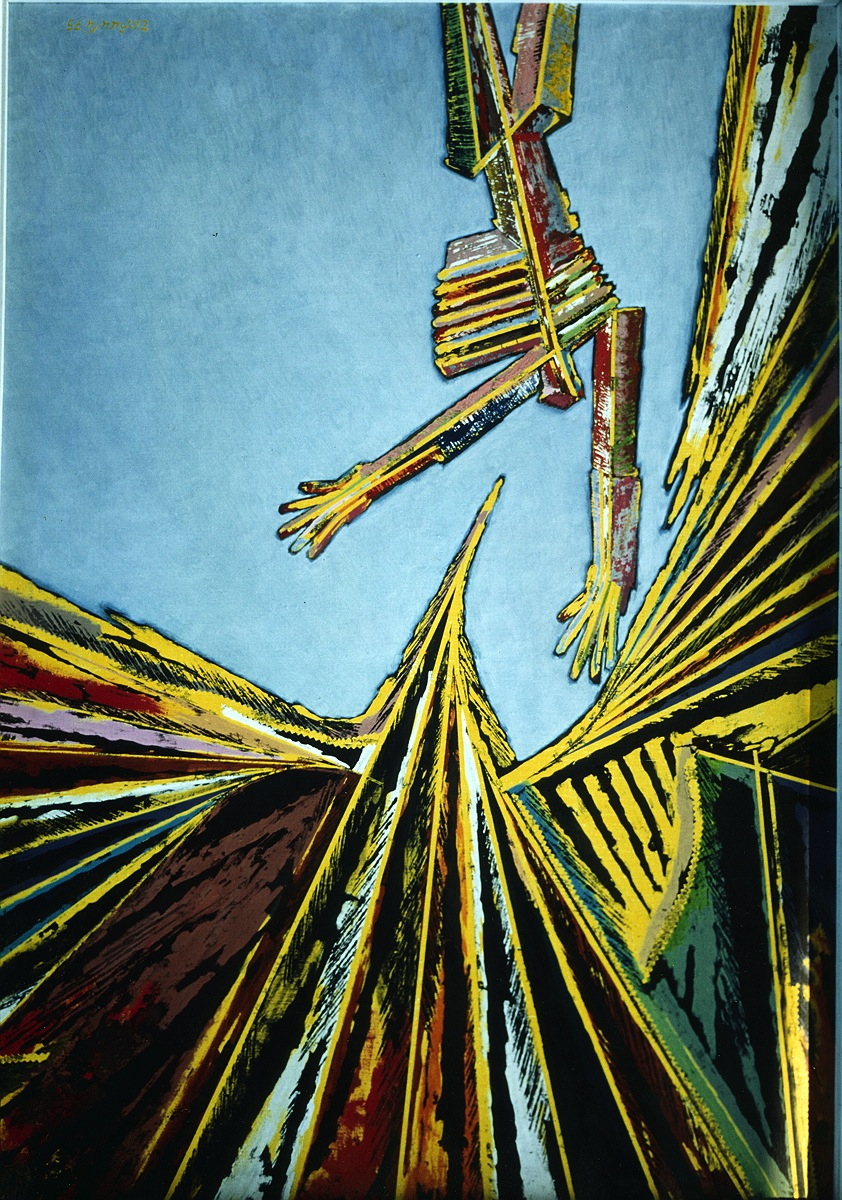
Icaro '64, olio su tela
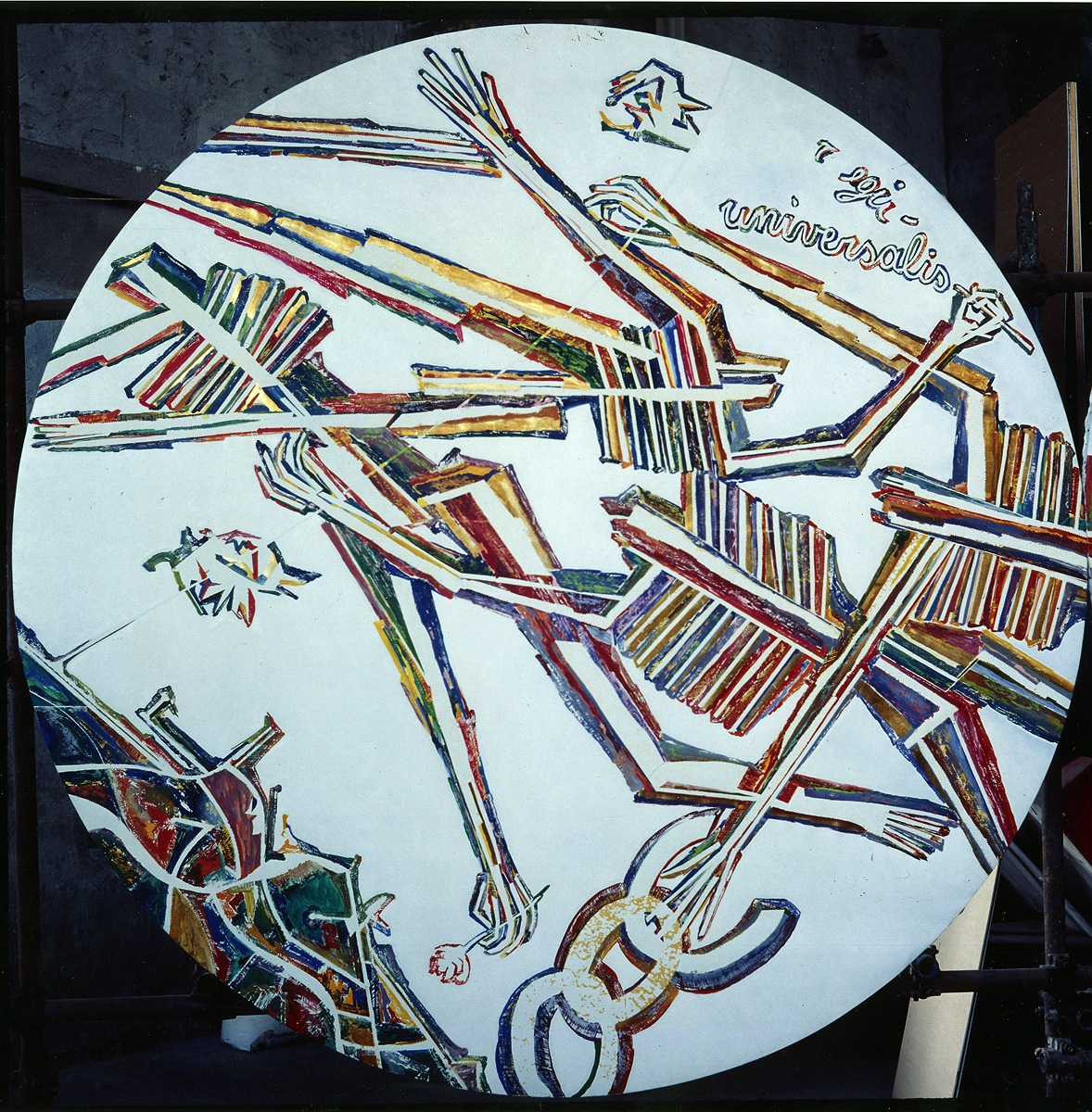
Satyagraha Universalis (omaggio a Gandhi) trittico '75-'78
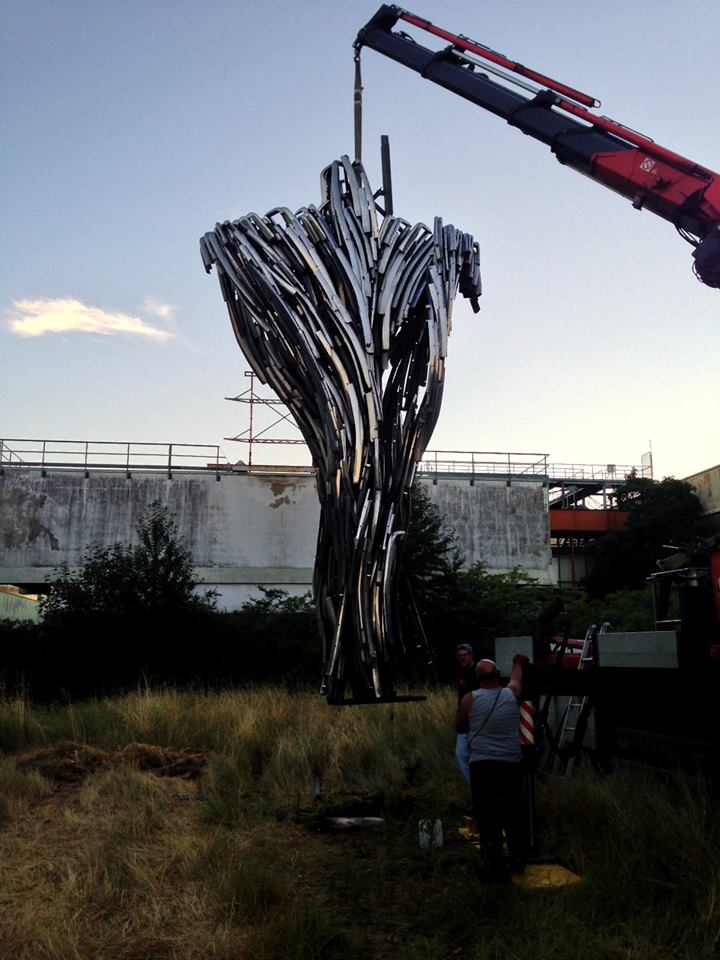
Monumento Uomo Libero, Arese
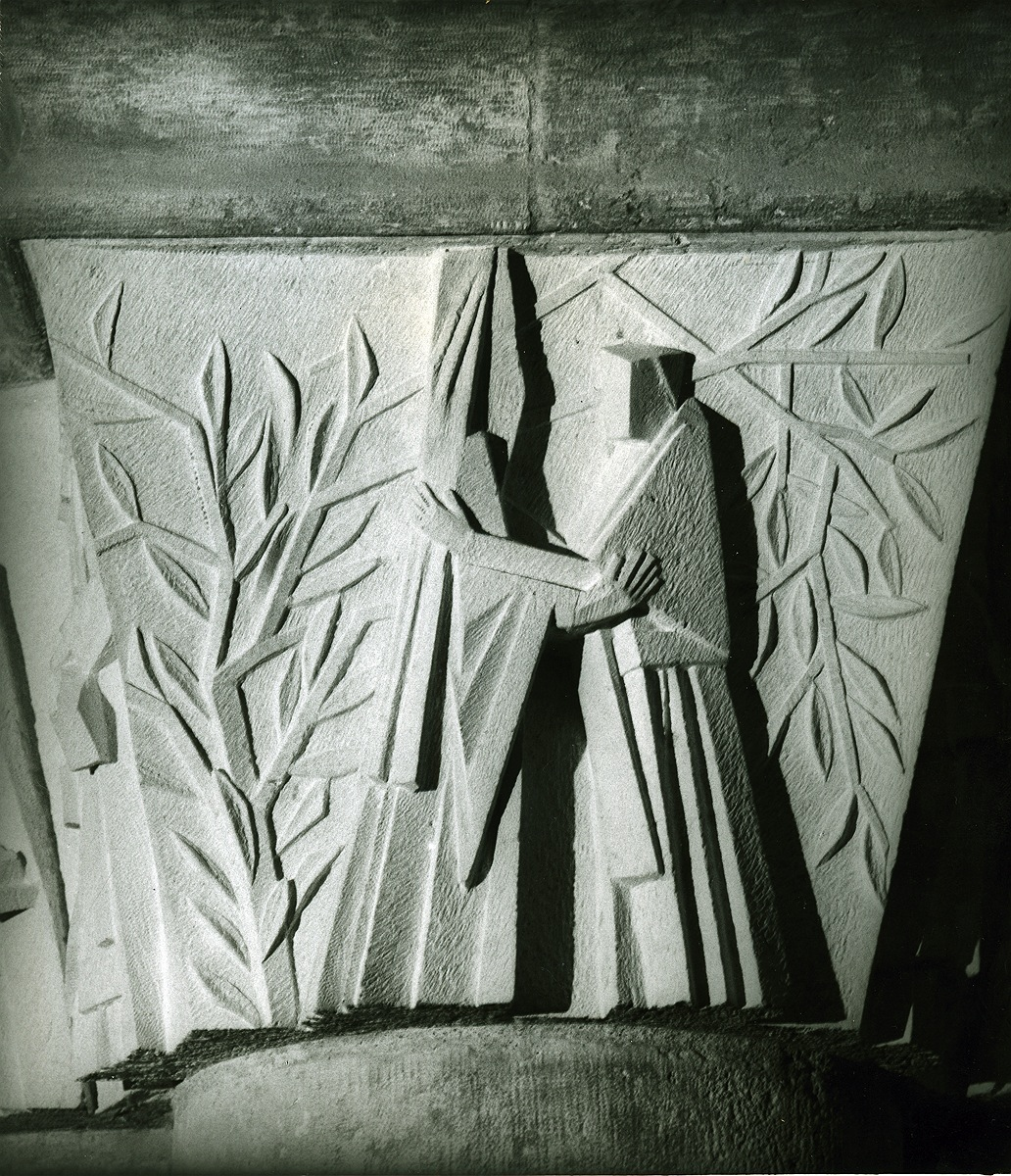
Capitello della storia della salvezza
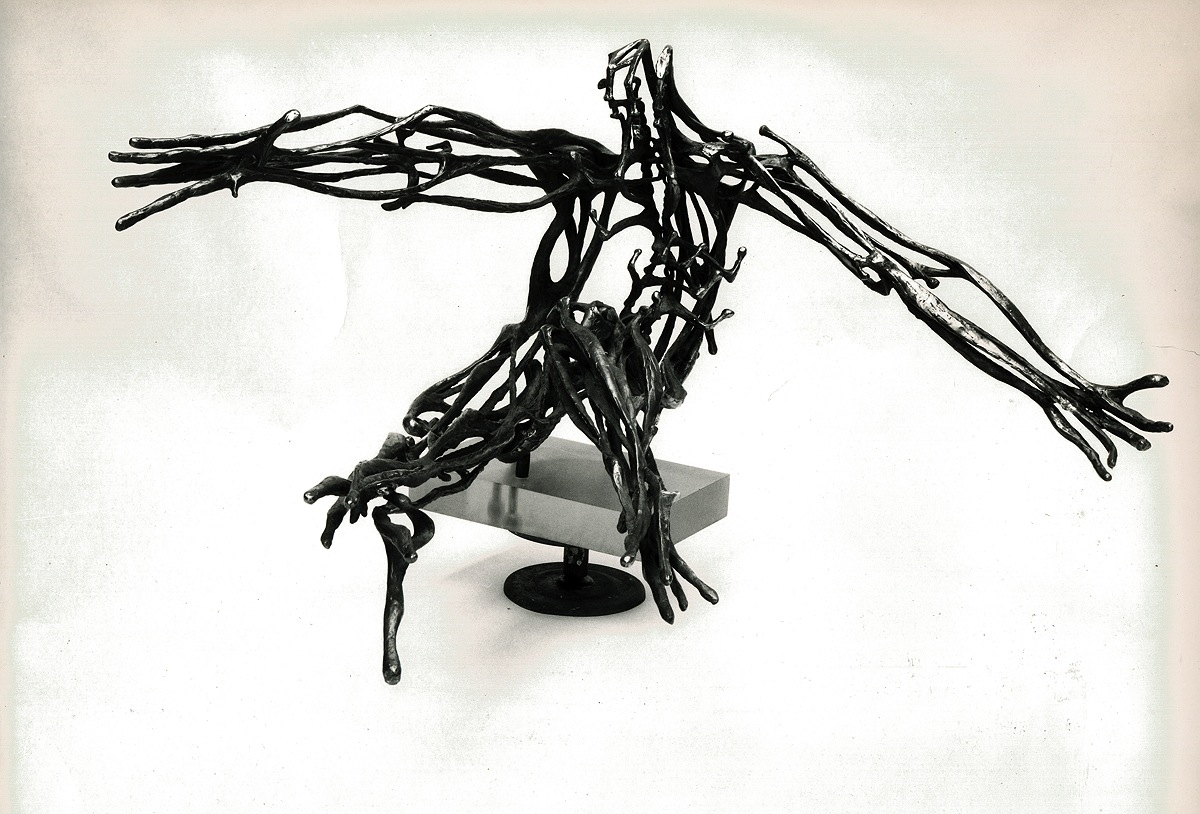
Il protagonista della storia
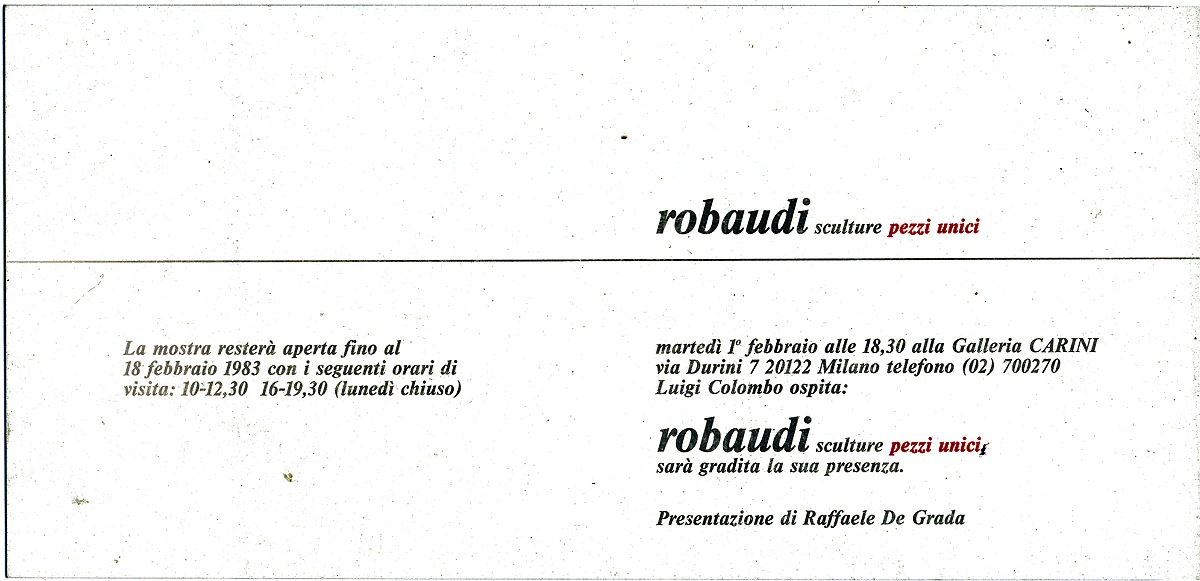
Invito Mostra "Robaudi, pezzi unici"
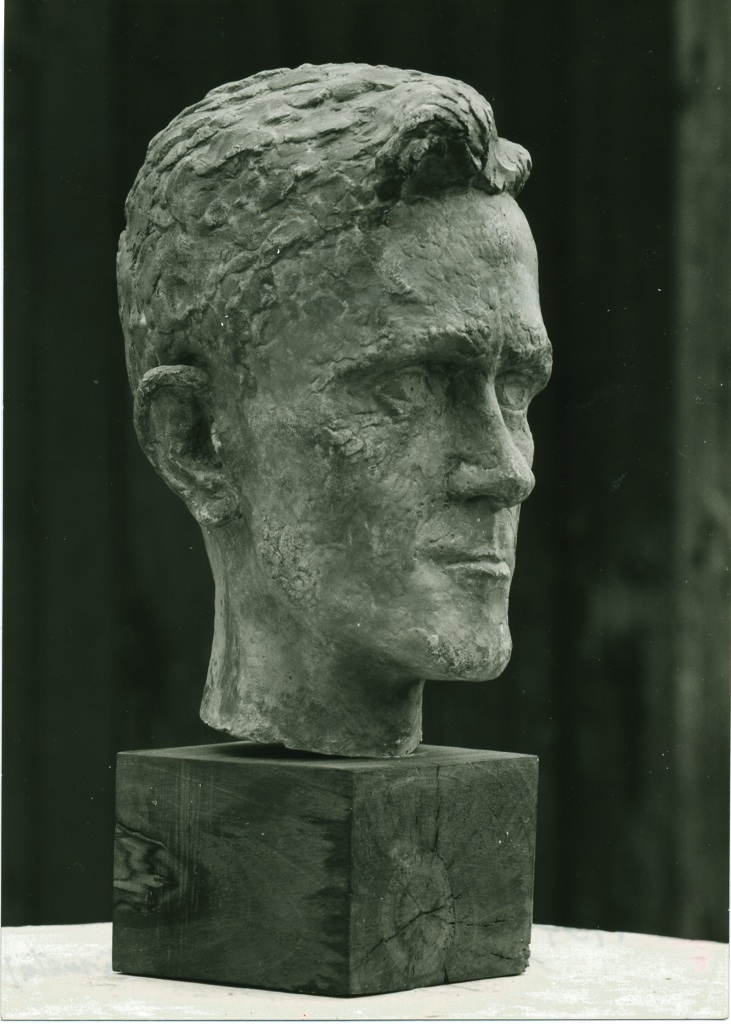
Ritratto fotografo olandese "Arno Hammacher"
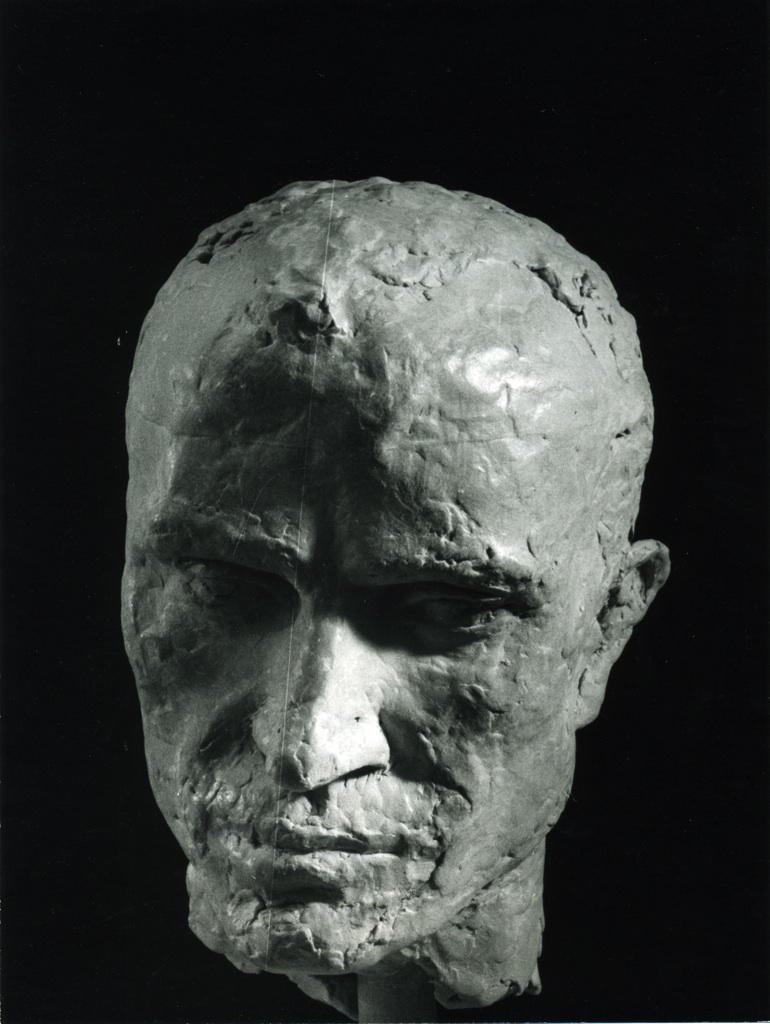
Il filosofo Paolo Caruso
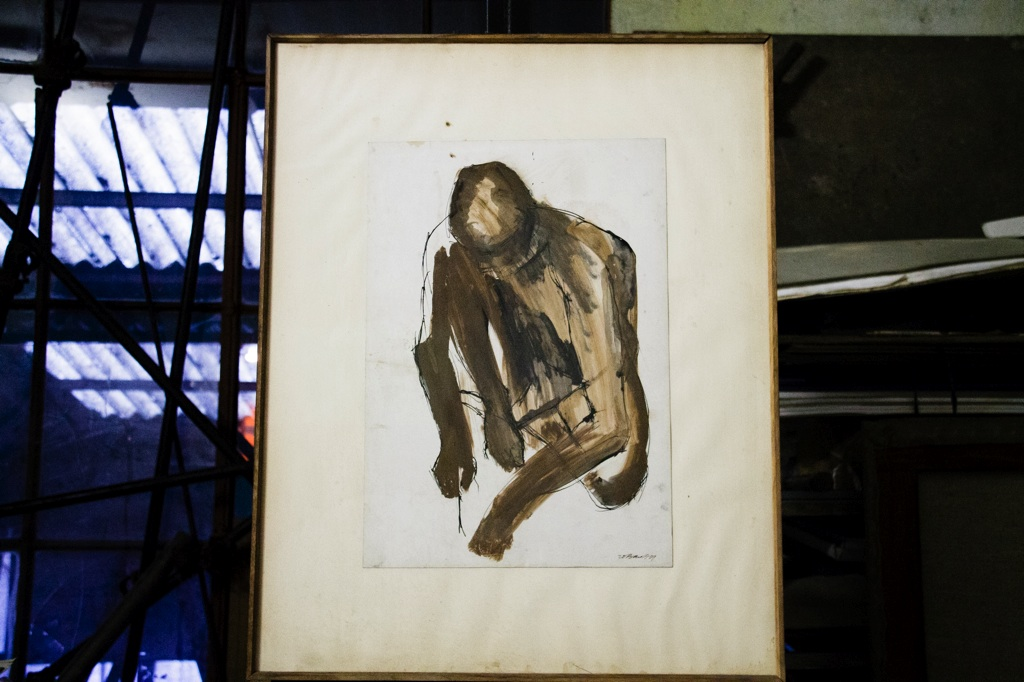
Studio per anatomia scultura "L'uomo che pensa"

## Mostre
- 1948 Esposizione del C.I.F. Firenze
- 1951 Triennale di Milano
- 1952 palazzo di Porta Guelfa Firenze
- 1959 Galleria Totti Milano
- 1960 LXIII Mostra Sociale della Permanente Milano
- 1961 Sculture e disegni di artisti contemporanei alla Permanente Milano
- 1961 XXI Biennale d'Arte Milano
- 1962 Personale Al Circolo della Stampa MIlano
- 1962 Galleria Tedescò Parigi
- 1962 Galleria Haute Pavé Parigi
- 1962 Mostra d'Autunno Torino
- 1963 XXII Biennale d'Arte Milano
- 1964 Mostra del bronzetto - Galleria il Mulino, Milano
- 1964 Quadriennale Torino
- 1964 Mostra collettiva, Galleria Grattacielo, Milano
- 1964 Triennale di Milano
- 1964 Esposizione Interregionale di Scultura, Cesena, Medaglia d'Oro
- 1964 I premio Internazionale del Bronzetto, Campione d'Italia
- 1964 Salone Tesar La Permanente, Milano
- 1964 Galleria Vigna Nuova, Firenze
- 1965 Galleria San Fedele, Milano
- 1965 Galleria Vismara, Milano
- 1965 Museo Fondazione Pagani, Legnano
- 1969 Concorso nazionale di scultura estemporanea di frabosa Soprana, primo premio
- 1973 Personale alla galleria Studio 2 di Sesto San Giovanni
- 1973 Museo della Scienza e della Tecnica, Milano
- 1973 Galleria Struktura, Milano
- 1975 Personale Studio d'Arte Bellomo, Milano
- 1976 Personale La Nuova Albertina, Milano
- 1977 Personale Galleria Acerbis Bergamo
- 1978 Personale Museo d'Arte di Pallanza
- 1979 Collettiva Galleria Nuova Sfera, Milano
- 1979 Quadriennale di Torino
- 1980 Collettiva Prato Estate, Prato
- 1982 Biennale di Imola
- 1982 Collettiva Museo Civico di Agrigento
- 1983 Personale Galleria Carini, Milano
- 1985 Collettiva Museo Arte Moderna, Montesegale
- 1986 Collettiva al comune di Corsico
- 1986 Biennale di Cagliari
- 1987 Collettiva presso Galleria Carini, Milano
- 1987 Basilea, Consolato Italiano di Basilea
- 1988 Personale presso il Castello Visconteo di Trezzo sull'Adda
- 1988 Galleria d'arte Nel mondo dei Fiori, Lugano
- 1990 Collettiva presso Club Turati, Milano
- 1992 Art Fence Rotonda della Besana, Milano
- 2008 Master of Brera, Shangai